# S-Fortis
S-Fortis is een historisch merk van motorfietsen.
De bedrijfsnaam was Fortis-Werke AG, Jaktar bei Troppau.
Fortis was een Tsjechisch merk dat van 1929 tot 1931 slechts één model bouwde; een 598 cc eencilinder kopklepper met een Saroléa-blok.